# Cani da guardia
Cani da guardia (Stone Cold) è un romanzo di David Baldacci, pubblicato nel 2007.
Il libro è stato tradotto in più di venti lingue. In Italia è uscito nel 2009, edito da Arnoldo Mondadori Editore.

## Trama
Oliver Stone è il capo del Camel Club, un singolare ed eterogeneo gruppo che si è dato l'ambizioso compito di vigilare sulla sicurezza dei cittadini e di sensibilizzare l'opinione pubblica sulla corruzione all'interno dei palazzi del potere. Quando Annabelle Conroy, un membro onorario del club, viene a trovarsi in pericolo dopo aver ordito una colossale truffa ai danni di Jerry Bagger - lo spietato proprietario di un casinò di Atlantic City -, Stone e i suoi compagni decidono di fare quadrato intorno a lei. Per quanto pericoloso, comunque, Jerry Bagger non è l'unica minaccia a cui far fronte. Harry Finn è un uomo dalla vita ordinata: vive nei sobborghi di Washington, ha una moglie e tre figli amatissimi. Nonostante le apparenze, tuttavia, svolge un'attività alquanto particolare: è un esperto di sicurezza antiterroristica, un genio in grado di bucare le maglie di qualsiasi sistema di vigilanza, per testarlo prima che avvenga l'irreparabile. Ma dietro la sua tranquilla facciata si cela un altro e più inquietante segreto. Uno scenario molto complesso, in cui si muovono personaggi in grado di influire sugli equilibri nazionali e internazionali. Malgrado la volontà di lasciarsi definitivamente alle spalle un passato fatto di morte e di violenza, anche questa volta Stone dovrà fare appello alle sue doti di ex militare, e al supporto di tutto il Camel Club, per sventare i disegni criminosi e le oscure manovre che interessano le più alte sfere dell'intelligence e delle istituzioni governative.

## Edizioni in italiano
- David Baldacci, Cani da guardia, traduzione di Nicoletta Lamberti, Mondadori, Milano 2009 ISBN 978-88-04-58811-5
- David Baldacci, Cani da guardia, traduzione di Nicoletta Lamberti, Oscar Mondadori, Milano 2010 ISBN 978-88-04-59856-5